# 8112 Cesi
8112 Cesi è un asteroide della fascia principale. Scoperto nel 1995, presenta un'orbita caratterizzata da un semiasse maggiore pari a 2,9839751 UA e da un'eccentricità di 0,0699689, inclinata di 5,44256° rispetto all'eclittica.